# Uniciclo autoequilibrado

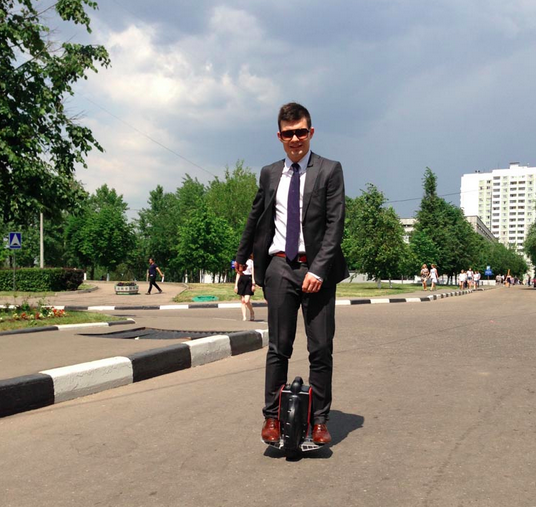

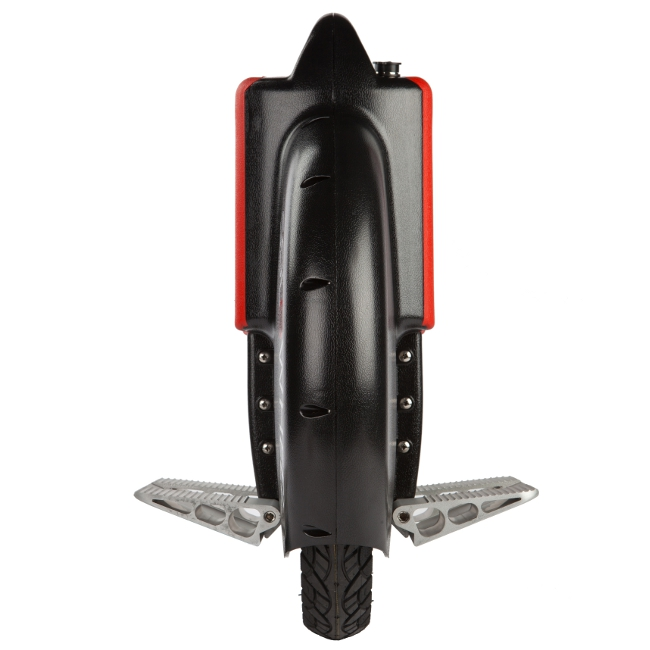

Un monociclo autoequilibrado o también llamado uniciclo autobalanceado es un tipo de monociclo, considerado un vehículo eléctrico, que utiliza sensores, giroscopios y acelerómetros en conjunción con un motor eléctrico, para asistir al piloto en el equilibrio en este vehículo que posee una sola rueda.

## Teoría de control del uniciclo autoequilibrado
El problema de crear un monociclo autoequilibrado, un monociclo autoalimentado que se equilibra en las tres dimensiones, es un problema interesante en la robótica y la teoría de control. El trabajo teórico sobre el problema del monociclo se complementa con el trabajo en la construcción de monociclos montado mecánicamente reales.
En primer lugar, un monociclo autoequilibrado puede ser considerado como un sistema de control no lineal similar al de un péndulo invertido de dos dimensiones con un carrito de monociclo en su base; sin embargo, hay muchos efectos de orden superior que participan en el modelado del sistema completo. La rotación de la rueda de accionamiento en sí misma puede proporcionar un control en una sola dimensión (es decir, hacia delante y hacia atrás). El control en otras dimensiones generalmente requiere otros actuadores, tales como péndulos auxiliares, ruedas de reacción o giroscopio de control de momento unidos al péndulo principal del monociclo.

## Monociclos autoequilibrados montables por humanos

### Uniciclos montables autobalanceados de dos ejes verdaderos
Un uniciclo autobalanceado de dos ejes se equilibra por sí mismo tanto hacia adelante, como hacia atrás, y también de un lado a otro.
- En 2003, Bombardier anunció un diseño conceptual para un dispositivo de este tipo que se utilizaba como un vehículo de deporte, el EMBRIO.
- El Enicycle de Aleksander Polutnik (2006), es probablemente el primer monocilclo autoequilibrado de dos ejes montable por seres humanos.
- En 2009, Ryno Motors de Portland, Oregón creó una motocicleta eléctrica de una rueda llamada Micro-Cycle. Según la compañía, una versión comercial está programada para comenzar a comercializarse en abril de 2014.
- En 2011  Inventist comercializa una versión de pie y sin asiento llamada Solowheel.[1]
- En 2013, ECOBoomer iGo (con asiento).[2]
- En 2014, Airwheel[3] y GoWheel comercializa los modelos de Nueva Generación GoWheel[4]
- En 2015 Neopatini.[5]
- En 2016 Inmotion Iberia[6] lanza los SVC V3 (13,5 kg y 2 ruedas unidas) y V5 (11 kg monorueda), con menos de 15kg de materiales se alcanzan hasta 18 km/h Archivado el 19 de diciembre de 2021 en Wayback Machine. y disponen de entre 15 y 40 km de autonomía según variantes. El motor es de 450 W (vatios) y la recarga toma unos 130 minutos de media. Como todos los fabricantes y distribuidores presentes se ofrece una aplicación móvil para controlar ciertos aspectos del vehículo eléctrico e incluso compartirlos vía Redes Sociales.